# Ostrovrharji
Ostrovrharji (nemško Schärffenberg, Scherffenberg, Scharfenberg) so bili kranjska plemiška družina s sedežem na Svibniškem gradu. Izvirala naj bi iz okolice današnjih Radeč.
Pripadali so spodnjeavstrijskemu zemljiškemu plemstvu.

## Zgodovina

### Izvor
Družina Ostrovrharjev je bila ena izmed 16 apostolskih rodbin, ki naj bi se na avstrijskem ozemlju nahajala že v času Babenberžanov. Predniki naj bi bili Askvinci, kar jih poveže s Hemo Krško in Celjskimi grofi.

### Vzpon
Arnulf Ostrovrhar je okoli leta 928 kot mejni stražar Svetega rimskega cesarstva na območju Slovenske marke zgradil trdnjavo na koničasti (ostri) gori in se zato imenoval Scharfenberg (Ostra gora). Družina je kmalu dobila v last posestva Marburg, Montpreis, Hohenwang, Krottenhofen, Siegerstorf, Magna, Spielberg, Stattenberg, Kindberg in Tüffer, Pöllinghof, Reiffenstein, Gusterheim, Oeffenburg.

### Oplemenitenje, poroke in izumrtje moške linije
Henrik Ostrovrhar je v 11. stoletju prejel od cesarja henrika III. grofovski naziv, uporabljal pa ga je le leta 1688 umrli Friderik Sigismund. Ostrovrharji so bili v zakonskem sorodu s plemiškimi družinami Auersperg, Starhemberg, Losenstein, Hohenburg, Lamberg, Stubenberg, Polheim, Katzianer, Teuffenbach, Leiningen, Trauttmansdorff, Königsegg in Rogendorf.  Rodbina je v 18. stoletju še vedno obstajala v dveh linijah, starejša linija v Spielbergu in mlajša linija v Hohenwangu in Krottenhofnu, čeprav je moška linija takrat že izginila.

## Grb
Grbopis: Na modrem polju zlata obrobljena krona z velikim listom na sredini in dvema manjšima na vsaki strani ob katerih je na vsaki strani po en biser. Šlem z modro-zlatim ogrinjalom nosi krono na katere vsak list je pritrjeno pavje perje.

## V slovenski literaturi
- Turjaška Rozamunda (1831), France Prešeren
- Viljem Ostrovrhar (1894), Anton Medved
- Rozamunda (1912), neznani avtor